# 社会主义建设总路线
“社会主义建设总路线”，指1958年中國共產黨第八次全國代表大會第二次会议上提出“鼓足干劲、力争上游、多快好省地建设社会主义”，属“三面红旗”之一。基本内容是：调动一切积极因素，正确处理人民内部矛盾；巩固和发展社会主义的全民所有制和集体所有制，巩固无产阶级专政和无产阶级的国际团结；在继续完成经济战线、政治战线和思想战线上的社会主义革命的同时，逐步实现技术革命和文化革命；在保证重工业优先发展的条件下，轻工业和农业并举；在集中领导、全面规划、分工协作的条件下，中央工业和地方工业并举，大型企业和中小型企业并举；尽快地把中国建设成为一个具有现代工业、现代农业和现代科学文化的伟大的社会主义国家。

## 後世評價
在1977年，中國共產黨第十一次全國代表大會第一次会议仍提到總路線，但已經結合周恩來的“两条腿走路”：「把国民经济搞上去，就是要认真贯彻执行鼓足干劲，力争上游，多快好省地建设社会主义的总路线和一整套两条腿走路的方针，把整个国民经济纳入有计划、按比例、高速度发展的社会主义轨道，以农业为基础、工业为主导，实现农业、轻工业、重工业和其他经济事业的协调发展，全面跃进。」指出社会主义建设总路线並不總是一招，也有其他方法。
1991年胡绳的《中国共产党的七十年》和薄一波《若干重大决策与事件的回顾》肯定总路线的理想是对中共七届二中全会路线的发展。但胡绳提出更深认识，称中共现实是应当允许资本主义的正面效益在一定程度上继续发展，也应当尽快消除资本主义負面问题和影响。而毛泽东认为当时可能避免资本主义发展，这是脱离中国实际的。胡绳在《社会主义和资本主义的关系——世纪之交的回顾与前瞻》中，更明确指出：以为农业国可以跳过资本主义（工业化），直接到达社会主义的观点，是“民粹主义”思想，并说毛泽东也染有民粹主义的色彩。此说法曾受到中共中央党史研究室副主任沙健孙批判，不過胡绳关于“总路线脱离中国实际”思想，仍被中共中央文献研究室编的《毛泽东传（1949-1976）》采纳。